# Touratech
Touratech est une entreprise allemande produisant des équipements moto.

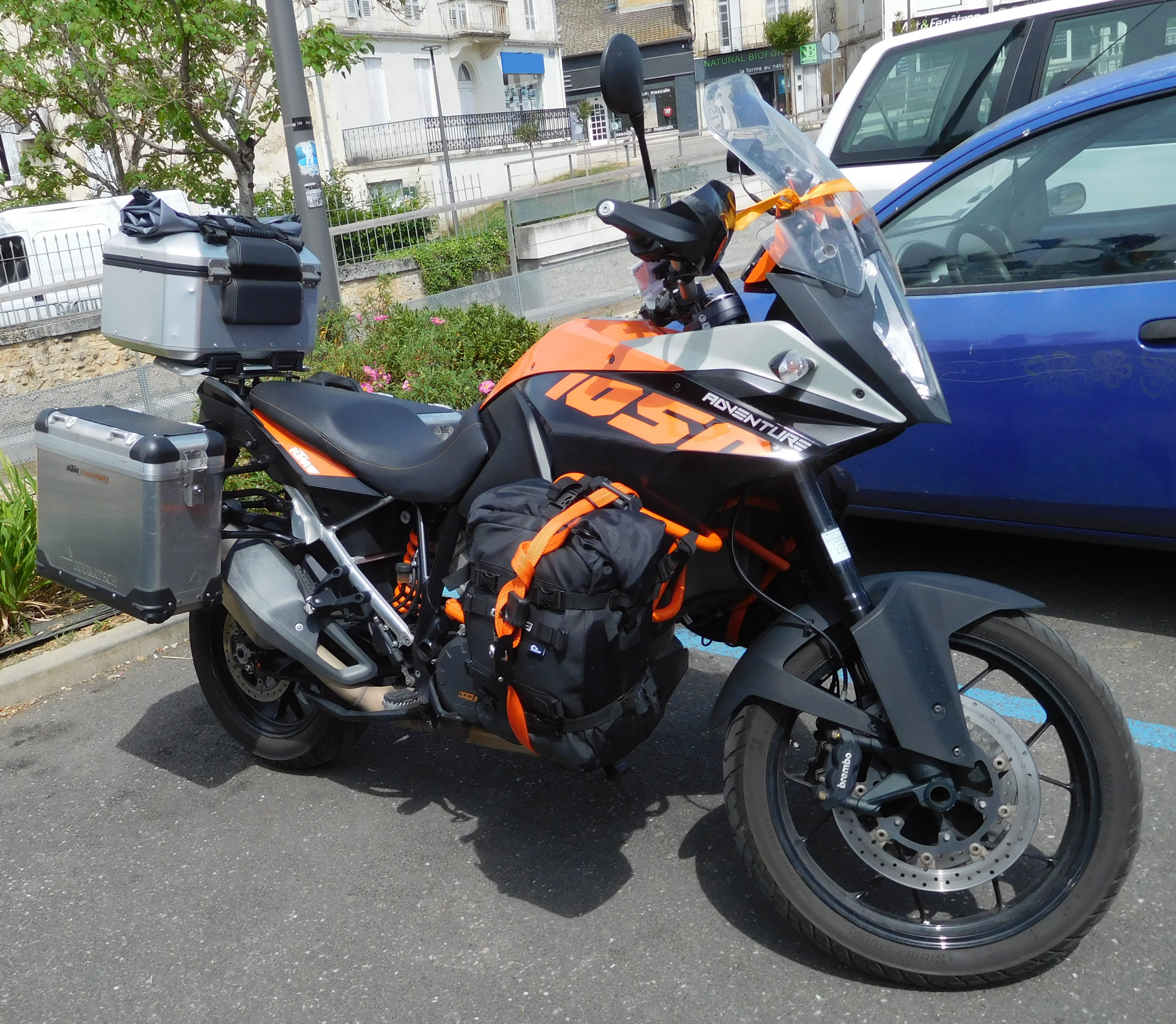
Moto équipée de valises Touratech.